# Albert Pintat
Albert Pintat Santolària (San Julián de Loria, 23 de junio de 1943) es un político andorrano. Fue Jefe del Gobierno (Cap de Govern) del Principado de Andorra gracias al pacto de este con Albert Ferrer, líder del partido Unió Cristiana d'Andorra (UCA), y que ocupó la Conselleria de Economía del Principado. Es economista y empresario. Licenciado en Ciencias Económicas por la Universidad Católica de Friburgo, Suiza. Es también presidente del Partido Liberal de Andorra. Está casado y tiene tres hijos.

## Cargos
- 2001-2004: Embajador en Suiza y Reino Unido
- 1997-2001: Ministro de Relaciones Exteriores
- 1995-1997: Embajador de Andorra en el Benelux y en la Unión Europea
- 1986-1991: Consejero general
- 1984-1985: Secretario personal del jefe de Gobierno Josep Pintat, responsable del comercio exterior
- 1982-1983: cónsul menor de San Julián de Loria

| Predecesor: Marc Forné | Jefe del Gobierno de Andorra 2005-2009 | Sucesor: Jaume Bartumeu Cassany |

- Datos: Q312785